# Ahmed Fathi
Ahmed Fathi Abdelmonem Ahmed Ibrahim (arabul: أحمد فتحي, a nemzetközi sajtóban angolosan Ahmed Fathy) (Iszmáilija, 1984. november 10.) egyiptomi válogatott labdarúgó, az el-Ahlí játékosa.

## Pályafutása

### Klubcsapatban

#### Sheffield United
Fathi középpályásként kezdte pályafutását hazájában, az Iszmáilija együttesében. Az Al-Ahram egyiptomi újság 2007 elején beszámolt róla, hogy Fathi klubja elfogadta a Sheffield United 700 000 eurós ajánlatát a játékosért, majd néhány hétnyi tárgyalás után végül három évre szóló szerződést kötöttek a felek 2007. január 24-én. 2007. február 10-én a Tottenham Hotspu elleni bajnokin Fathi bemutatkozhatott az angol Premier League-ben, a kezdőcsapatban pedig február 24-én, a Liverpool ellen kapott először lehetőséget.

#### Al-Ahli
Miután nem tudott rendszeres játéklehetőséget kiharcolni magának a Unitedben, klubja el akarta adni és meg is egyezett az Ez-Zamálekkel egy kétmillió eurós átigazolásban, azonban Fathi nem volt hajlandó aláírni a csapathoz, amely nevelőklubja egyik hazai riválisa, valamint saját bevallása szerint külföldön szerette volna folytatni pályafutását. 2007. szeptember 10-én végül az ugyancsak egyiptomi el-Ahlí játékosa lett 675 000 euró ellenében.
Ekkor Egyiptomban már lejárt az átigazolási szezon, így új klubja nem nevezhette a bajnokságra, ezért kölcsönadta a kuvaiti Kazma Sport Clubnak. Itt rendszeres játéklehetőséghez jutott, 21 bajnokin négyszer volt eredményes. Az al-Ahli színeiben 2008. március 10-én mutatkozott be és hét év alatt 110 bajnoki találkozón viselte a klub mezét. 

#### Hull City
2013 januárjában az angol élvonalban szereplő Hull City érdeklődött iránta, majd szerződtette a 2012-2013-as szezon végéig honfitársával, Geddóval együtt. 2013. január 31-én a Hull City hat hónapos kölcsönszerződést kötött az egyiptomi csapattal, amelynek 500 000 eurót fizetett a két játékosért. 2013. február 16-án mutatkozott be új csapatában a Charlton Athletic elleni hazai 1-0-s győzelem alkalmával.

#### Umm Salal Sport Club
2014 júniusában Fathi szerződése lejárt az al-Ahlinál, így szabadon igazolható játékoskén írt alá a katari Umm Salal Sport Clubhoz.

### A válogatottban
Fathi tagja volt az egyiptomi ifjúsági csapatnak, amely 2003-ban megnyerte az Afrikai Ifjúsági Kupát Burkina Fasóban, valamint a 2003-as ifjúsági világbajnokságon is pályára lépett. Szerepelt a 2006-os afrikai nemzetek kupáját megnyerő egyiptomi válogatottban is.
2017-ben a Gabonban rendezett kontinenstornán ezüstérmet nyert a válogatottal.Részt vett a 2018-as világbajnokságon. A második csoportmérkőzésen a házigazda Oroszország elleni 3-1-es vereség alkalmával öngólt vétett.

## További információ
- Ahmed Fathi – a FIFA adatbázisában
- Ahmed Fathi adatlapja a National-Football-Teams.com oldalon (angolul)

- Ahmed Fathi pályafutásának statisztikái a Soccerbase oldalon (angolul)